# Cinque Ports
Cinque Ports je zgodovinski niz obalnih mest v Kentu in Sussexu  ustanovljenih za vojaške in trgovske namene in oskrbo kralja z ladjami in posadko, danes pa v celoti del ceremonialna. Ležijo na vzhodnem delu Rokavskega preliva, kjer je prehod na celino najožji. Ime je normansko (francosko) in pomeni "pet pristanišč". To so bila:
- Hastings
- New Romney
- Hythe
- Dover
- Sandwich

Rye, prvotno podružnica New Romneya, je postalo eno od Cinque Ports, ko je bil New Romney poškodovan zaradi neviht in zamuljenja.
Tudi druga mesta so se priključila konfederaciji, vključno dve Antient Towns ) in sedem Limbs.

## "Antient Towns"
Pet pristanišč sta podpirali dve starodavni mesti, tako imenovani Antient Towns, Rye in Winchelsea, katerih sveti so tradicionalno vzdrževali obrambne kontingente za področje Anglije.

## Drugi člani
Poleg petih pristanišč in dveh Antient Towns, je obstajalo še osem drugi članic združenja, ki veljajo za Limbs, člane drugih mest. To so:
- Lydd (član New Romneya)
- Folkestone (član Dovra)
- Faversham (član Dovra)
- Margate (član Dovra)
- Deal (član Sandwicha)
- Ramsgate (član Sandwicha)
- Brightlingsea (član Sandwicha)
- Tenterden (član Rye) [3]

## Povezana mesta
Kasneje se je pridružilo še 23 mest, vasi in pisarn, ki so imele različne stopnje povezave s starodavnimi Liberties of the Cinque Ports.
Obalno združenje je bilo v svojem srednjeveškem obdobju sestavljeno iz zveze 42 mest in vasi. To so bila:
- člani Hastingsa - Grange (zdaj del Gillingham, Kent), Bekesbourne, Bulverhythe, Northeye (nekdanja vas v Sussexu [4]), Eastbourne, Hydney (zdaj Hampden Park, del Eastbourna), Pebsham (majhna vasica med Bulverhythe in Bexhill-on-Sea (takrat kot Bexhill) Pevensey in Seaford (v Sussexu)
- član Sandwicha - Reculver, Sarre, Fordwich, Walmer, Stonar (blizu Richborougha) in Brightlingsea (Essex) [5]
- član Dovra - Birchington, St. Johns (del Margate), St Peters, Ringwould, Woodchurch in Kingsdown
- član Hythe - West Hythe [6]
- Walmer, Ramsgate

## Zgodovina pristanišč

### Ustanovitev, dolžnosti in pravice
Kraljeva listina iz leta 1155 je ustanovila pristanišča za vzdrževanje kraljevih ladij, pripravljenih za primer potrebe. Glavna obveznost pristanišč, kot pravna dolžnost, je bila zagotoviti kralju 57 ladij za 15 dnevno uporabo na leto, vsako pristanišče je moralo izpolniti delež celotne kvote. V zameno so mesta prejemala naslednje ugodnosti:
Oprostitev plačila davkov in cestnin; samouprava; dovoljenje za pobiranje cestnine, kaznovanje tistih, ki prelivajo kri ali pobegnejo od pravice, kaznovati prekrške, pridržati in kaznovati kriminalce tako znotraj kot zunaj pristojnosti pristanišča in kaznovati kršitve miru; in posest izgubljenih blaga, ki ostane neprijavljeno po enem letu, blago odvrženo v morje in plavajoče razbitine.
Pooblastila dana Cinque Ports in spreminjanje posledic nedostojnega vedenja, je privedlo do tihotapljenja, čeprav je povsod v tem času postalo bolj ali manj ena od prevladujočih dejavnosti.
Pomemben dejavnik ohranitve avtoritete pristanišč je bil razvoj kraljeve mornarice. Kralj Edvard I. Angleški je dodelil meščanom Cinque Ports posebne privilegije, vključno s pravico prinesti blago v državo brez plačila uvoznih dajatev; v zameno so pristanišča zagotavljala moške in ladje v času vojne. Povezana pristanišča, znana kot Limbs ('udi'), so imela enake pravice. Pet glavnih pristanišč in dve starodavni mesti so bili upravičeni poslati dva člana v parlament. Imenovan Lord Warden of Cinque Ports je imel tudi naziv Constable of Dover Castle (stražnik Dovrskega gradu), ta urad obstaja še danes, a je zdaj povsem častni naziv, z uradnim prebivališčem na gradu Walmer. Mesto Hastings je bilo v srednjem veku vodja Cinque Ports. Mesta so imela tudi svoj sistem sodišč.

### Spremembe v sestavi
Sčasoma so nekatera pristanišča nazadovala ali so se zamuljila. Rye in Winchelsea sta bila v 12. stoletju pripojena k Hastingsu kot "Antient Towns", kasneje pa postala samostojna člana. V 15. stoletju so bili dodani naslednji pridruženi člani: Lydd, Faversham, Folkestone, Deal, Tenterden, Margate in Ramsgate. Drugi kraji povezani z Cinque Ports in včasih opisani kot "ne-podjetniški člani" so bili Bekesbourne, Birchington, Brightlingsea, Fordwich, Pevensey, Reculver, Seaford, Stonor in Walmer.

## Nazadovanje
Nazadovanje združenja Cinque Ports lahko pripišemo različnim okoliščinam: ovirali so ga napadi Dancev in Francozov, ki so se jih sicer ubranili, številni obiski kuge in politika Plantagenetov v 13. stoletju ter kasnejša vojna Rož.
Čeprav se je v 14. stoletju združenje soočalo z večjo konsolidacijo nacionalne identitete v monarhiji in parlamentu, je zapuščina saške oblasti ostala. Tudi po 15. stoletju so starodavna mesta še naprej služila z dobavo transportnih ladij.
V 15. stoletju je New Romney pridobil velik pomen ob ustju reke Rother (dokler ni postal popolnoma blokiran zaradi premikanja peska med poplavo južne Anglije februarja 1287) in je veljal za osrednje pristanišče v združenju ter sedež sodišča Cinque Ports, najstarejšega takega organa, pristojnega za Kynges high courte of Shepway. Tukaj sta bili od leta 1433 Bela (1433-1571) in Črna (1572-1955) knjiga Cinque Ports sodišč.
Večino Hastingsa je odplavilo morje v 13. stoletju. Med pomorsko bitko leta 1339 in ponovno leta 1377, so v mesto vdrli in ga požgali Francozi, tako je prenehalo biti glavno pristanišče. Ker ni imelo naravno zaščitenega pristanišča, so v času vladavine Elizabete I. poskušali zgraditi kamnito zaščito, a so bili temelji uničeni v nevihtah.
New Romney leži sedaj približno kilometer in pol od obale, prvotno pa je bilo pristanišče na ustju reke Rother. Izliv reke je bilo vedno težko najti, s številnimi plitvimi kanali in peščenimi sipinami. V drugi polovici trinajstega stoletja je vrsta hudih neviht oslabila obalno zaščito močvirja Romney Marsh, poplava februarja 1287 pa je mesto skoraj uničila. Pristanišče in mesto sta bila napolnjena s peskom, muljem, blatom in naplavinami, reka Rother je spremenila smer in se zdaj izliva v morje v bližini Rye v Sussexu. New Romney je prenehal biti pristanišče.
Hythe še vedno leži na obali, vendar je bilo ob širokem zalivu, njegovo naravno pristanišče zaradi zamuljevanja v stoletjih ukinjeno.
Dover je še vedno glavno pristanišče.
Sandwich je zdaj 3 km od morja in ni več pristanišče.
Spremembe obale vzdolž jugovzhodne obale Anglije, od ustja Temze v Hastingsu in Isle of Wight, so neizogibno zmanjšale pomen številnih mest Cinque Ports. Vendar pa ladjedelništvo in popravila ladij, ribolov, pilotiranje, priobalno reševanje še naprej igrajo pomembno vlogo pri delovanju lokalnih skupnosti.
V času vladanja kraljice Elizabete I. so Cinque Ports dejansko prenehala imeti večji pomen in se izgubila v splošni upravi kraljestva. Z napredkom tehnike ladjedelništva so rastla mesta, kot sta Bristol in Liverpool in širila pristanišča, kot so London, Gravesend, Southamptonu, Chichester, Plymouth in kraljeve ladjedelnice v Chathamu, Portsmouthu, Greenwichu, Woolwichu in Deptfordu. Dodaten razlog za zaton številnih starejših pristanišč lahko pripišemo razvoju železniškega omrežja po vsej Veliki Britaniji in povečanju čezmorske trgovine, ki se je v 18. stoletju razdelila na nova večja pristanišča.
Lokalne vladne reforme in akti parlamenta med 19. in 20. stoletjem (predvsem Velika reforma leta 1832), so poslabšali upravne in sodne pristojnosti združenja Cinque Ports, New Romney in Winchelsea so izločili iz parlamenta, z zastopniki samo v svojih okrajih, medtem ko se je predstavništvo Hythe in Rye prepolovilo.

## Grboslovje
Značilen heraldični simbol Cinque Ports je sprednja polovica lev in zadnji del ladje, gledano na grbih več mest in tudi heraldične zastave Lord Warden of the Cinque Ports. Ta je bil prvotno ustvarjen s heraldičnim združevanjem. 